# よこはま・たそがれ
「よこはま・たそがれ」は、五木ひろしの楽曲で、再デビューシングルである。1971年3月1日にミノルフォン音楽工業（現・徳間ジャパンコミュニケーションズ）より発売された。旧名義含めて通算11枚目のシングル。

## 解説
五木は1965年に“松山まさる”としてデビューし、その後に一条英一、三谷謙と芸名を変えるもヒットに恵まれなかった。そこで歌手生命を賭けてよみうりテレビ『全日本歌謡選手権』に挑戦し、10週を勝ち抜き、本曲で再デビューした。五木は本曲について「自分の原点であり、全てのスタートを切った曲」であると思い入れを持っている。
演歌で一般的な五七調や七五調ではなく、四四七のリズムを採用している。歌詞の前半部分は文章ではなく名詞もしくは単語だけで構成されている。
発売から3か月目にオリコンチャートトップ10に初登場し、7週間後には1位を記録した。2024年現在で五木唯一のオリコン1位獲得作である。
五木は本曲で第13回日本レコード大賞歌唱賞のほか、第2回日本歌謡大賞放送音楽賞を受賞。1971年の第22回NHK紅白歌合戦初出場を果たした。紅白歌合戦では1971年と2014年の2回、本曲を歌唱した。
マイクを左手で持ち、右手は拳を握るという構え方（五木の当時の所属事務所（野口プロモーション）がキックボクシングジムを経営していたことによる）は、この曲から始まった。
1986年8月中旬までのシングルの累計出荷枚数は108.7万枚（徳間ジャパン調べ）で、同時点で五木のシングルとしては「おまえとふたり」に次ぐヒットとなっている（デュエット曲を除く）。累計売上153万枚とするデータもある。
作曲者・平尾昌晃が2017年7月の死去から3か月後、同年10月30日に平尾の音楽葬が行われ、参列した五木は布施明と二人で「よこはま・たそがれ」と「霧の摩周湖」（作詞・水島哲）を歌唱した。

## 盗作騒動
この曲がヒットした後、『週刊文春』1971年10月18日号にて本作の歌詞がアディ・エンドレの詩「ひとり海辺で」と類似していると指摘し、盗作疑惑として報じた。この騒動は告訴にまで発展したが、のちに和解している。

## 収録曲
- 両楽曲共に、作詞：山口洋子／作曲：平尾昌晃

1. よこはま・たそがれ（3分27秒）
編曲：平尾昌晃
2. 男が泣くとき（3分40秒）
編曲：竜崎孝路